# Стърлинг (Шотландия)
Вижте пояснителната страница за други значения на Стърлинг.
Стърлинг (на гаелски: Sruighlea; на английски: Stirling) е град в Шотландия. Разположен е на река Форт, край прочутия замък Стърлинг, градът е с богато историческо минало и бивша столица на Кралство Шотландия. Населението му е 37 610 жители (2016 г.).

## История
Богатата история на Стърлинг датира още от каменната ера, но по-сериозно значение придобива след римското завладяването на Британските острови. Стратегическото му място като врата между равнинните Lowlands и планинските Highlands на север, както и естествения брод за прекосяване на река Форт, бързо са оценени. Предполага се че тук се е издигала римската крепост Iuddeu, на чието място по-късно е издигнат замъка Стърлинг.
По-късно с построяването на прочутия мост, а по-късно и пристанище, богатството и населението на Стърлинг се увеличават и през XII век, за първи път му е даден статут на град от крал Дейвид I. Две от най-известните битки от Войните за независимост на Шотландия, стават край града. Тук през 1297 шотландските войски на Уилям Уолъс разбиват англичаните, а през 1314 при Банъкбърн, Робърт Брус повтаря подвига им.
Близо до града се издига Монумент на Уолъс, паметник на националния герой на Шотландия Уилям Уолъс.

## Спорт
Футболният отбор на ФК Стърлинг Албиън, представя града и се състезава във Втора шотландска дивизия.